# 拉娅·亚历山德里
拉娅·亚历山德里·洛佩斯（西班牙語：Laia Aleixandri López；2000年8月25日—），西班牙女子足球运动员，司职後衛，目前效力于巴塞罗那足球俱乐部和西班牙国家女子足球队。她曾代表西班牙参加2024年夏季奥林匹克运动会女子足球比赛。